# Senko Karuza
Senko Karuza (ur. 1957 w Splicie) – chorwacki pisarz współczesny. Jest wyspiarzem, restauratorem, winiarzem, filozofem (ukończył filozofię na Uniwersytecie w Zagrzebiu).
Mieszka na wyspie Vis, gdzie w Molo Trovna  prowadzi restaurację Konoba. Jej podstawą są owoce morza i wino ze szczepu Vugava (przez miejscowych nazywane Bugava).  Sam uprawia winorośl i produkuje wino.
Jest dyrektorem  festiwalu literackiego MareMare! założyciel nieformalnego Mobilnego Multimedialnego Centrum zajmującego się kulturą małych i przybrzeżnych wysp Chorwacji.
W Polsce do tej pory ukazał się jego Przewodnik po wyspie w tłumaczeniu Barbary Kramar (Czytelnik, seria "Male prozy" 2008).

## Twórczość
- Busbuskalai (1997)
- Ima li života prije smrt (2005)
- Tri krokodila (wraz z  B. Čegecom i M. Mićanovićem, 2005)
- Vodič po otoku (2005, polskie wydanie – Przewodnik po wyspie 2008)
- Teško mi je reći (zbiór opowiadań 2007)
- Kamara obscura (2010)
- Prsa u prsa (2010)